# Marabá (Amoedo)
Marabá è un dipinto a olio su tela del pittore brasiliano Rodolfo Amoedo, realizzato nel 1882 e attualmente conservato al museo nazionale delle belle arti di Rio de Janeiro. Assieme a L'ultimo tamoio, questa è una delle opere più importanti del pittore ed è considerata un'opera che valorizza la storia, i personaggi e i motivi nazionali, pur avendo dei legami con i valori tradizionali dell'arte occidentale.

## Storia
Il contesto storico, artistico e letterario nel quale si inserisce il quadro è conosciuto nella storia dell'arte brasiliana come "indianismo", un derivato del romanticismo. Questo periodo, nella seconda metà del diciannovesimo secolo, è caratterizzato dalla rappresentazione dei popoli indigeni del Brasile come dei guerrieri, puri, coraggiosi e onorevoli. Ciò nacque dopo che i membri dell'Accademia Imperiale di Belle Arti, che Rodolfo Amoedo frequentava e della quale in seguito sarebbe stato il vicedirettore, decise di inviare degli artisti brasiliani in Europa in cerca di nuove tendenze artistiche.
Per dipingere Marabá, Rodolfo Amoedo riprese dei riferimenti letterari dello stesso periodo, focalizzandosi sul poema omonimo di Gonçalves Dias. Nell'opera letteraria in questione, Marabá è una meticcia che non viene accettata né dagli Indios della sua tribù, né dagli uomini dalla pelle bianca. Infatti, la sua bellezza non la rende né abbastanza bianca né abbastanza indigena. Per questo motivo, ella si sente persa, come se non appartenesse a nessuno.
L'opera venne presentata al Salone di Parigi del 1882, venendo collocata accanto ad altri nudi artistici, che dimostravano l'abilità dei pittori dell'epoca di raffigurare con precisione l'anatomia umana. In Marabá, nello specifico, venne visto un nudo più realistico, con una focalizzazione molto più definita sul corpo del personaggio che sull'ambiente, al contrario di altri nudi artistici del periodo. Invece, la tela non venne ben accolta in Brasile, venendo criticata da specialisti del calibro di Gonzaga Duque e Oscar Guanabarino.

## Descrizione
Il soggetto principale del dipinto è una donna, una meticcia, situata al centro della tela. Ella è illuminata da una sola fonte di luce ed è circondata da vari elementi scarsamente illuminati in un ambiente naturale che ricorda una radura.

Uno studio dell'opera dipinto nel 1882.

La donna, priva di qualunque indumento, è seduta sull'erba e ha la gamba sinistra appoggiata sopra a quella destra, entrambe piegate. La sua carnagione è chiara mentre gli occhi e i capelli sono castani. Entrambi i gomiti poggiano su una roccia scura alta quanto il torso della donna. Il suo volto, la cui fronte è coperta da una frangia, è girato di profilo a sinistra ed è accompagnato da uno sguardo contemplativo (in uno studio, invece, ha la testa girata verso lo spettatore). Le labbra leggermente socchiuse e i fianchi estesi vennero visti da alcuni critici come degli elementi provocatori. L'addome e i seni si piegano in avanti a tal punto che la colonna vertebrale si piega in quella direzione.
Il prato dove ella è seduta fa parte di un paesaggio naturale con poca illuminazione. Sebbene i tratti della donna siano chiari e nitidi, gli elementi attorno a lei sono hanno meno visibilità. Al di sotto della roccia sulla quale si poggia, l'erba cresce maggiormente e con delle tonalità più varie. Sullo sfondo, nella parte alta dell'opera, è difficile distinguere gli elementi dell'ambiente, anche se in alto a destra spicca un albero dal grosso tronco bruno e, alla sua destra, una collina scura che contrasta con il cielo crepuscolare.